# ديلبرت أو. جينينغز
ديلبرت أو. جينينغز (بالإنجليزية: Delbert O. Jennings)‏ هو عسكري أمريكي، ولد في 23 يوليو 1936 في سيلفر سيتي في الولايات المتحدة، وتوفي في 16 مارس 2003.